# Tetracanthella septemsetosa
Tetracanthella septemsetosa är en urinsektsart som beskrevs av Olga M. Martynova 1971. Tetracanthella septemsetosa ingår i släktet Tetracanthella och familjen Isotomidae. Inga underarter finns listade i Catalogue of Life.